# Martin Lörsch
Martin Lörsch (* 9. November 1951 in Koblenz-Niederberg) ist ein deutscher römisch-katholischer Theologe.

## Leben
Der Sohn von Hermann Lörsch und Magdalene Lörsch, geb. Mathey, besuchte von 1958 bis 1963 die Volksschule Koblenz-Niederberg und von 1963 bis 1971 Görres-Gymnasium (Koblenz). Das Studium (1971–1977) der Philosophie und der Theologie in Trier, Innsbruck und Würzburg schloss er mit dem Diplom am 18. Februar 1977 ab. Am 12. Oktober 1981 erwarb er die Befähigung zur Bekleidung einer Pfarrstelle. Das Lizentiatsstudium (1994–1996) am Institut für Pastoralpsychologie und Spiritualität der PTH Sankt Georgen schloss er mit dem Lizentiatszeugnis vom 13. Juni 1996 ab. Von 1998 bis 2001 absolviert er ein Doktoratsstudium an der Universität Wien, Fachbereich „Katholische Theologie“ – (Institut für Pastoraltheologie und Institut für interdisziplinäre Forschung und Fortbildung [IFF]). Nach dem Pastoralkurs I. (1977–1978) im Priesterseminar Trier wurde er am 16. Juli 1978 zum Diakon geweiht. Nach dem Pastoralkurs II. (1978–1979) im Priesterseminar Trier wurde er am 4. Februar 1979 zum Priester geweiht.
Von 1979 bis 1982 war er Kaplan in St. Johann (Saar). Von 1982 bis 1986 war er Regionaljugendpfarrer in der Region Mosel – Eifel – Hunsrück und geistlicher Leiter der Katholischen Jungen Gemeinde (KJG), Bistum Trier. Von 1986 bis 1994 war er Diözesanjugendpfarrer des Bistums Trier, Diözesanseelsorger des Bundes der Deutschen Katholischen Jugend (BDKJ), Bistum Trier und geistlicher Beirat der Abteilung Jugend im Bischöflichen Generalvikariat Trier. Einen Studienurlaub hatte er von 1994 bis 1995 für ein Lizentiatsstudium am Institut für Pastoralpsychologie und Spiritualität an der Philosophisch-Theologischen Hochschule St. Georgen in Frankfurt am Main. Von 1996 bis 2004 war er Pfarrer im Seelsorgebezirk Bad Kreuznach und Leiter des Referats Pastorale Grundsatzfragen in der Hauptabteilung 2 „Pastorale Dienste“ des Bischöflichen Generalvikariates Trier und Referent für Pastoraltheologie im Pastoralkurs des Bischöflichen Priesterseminars. Von 2002 bis 2004 arbeitete im Rahmen der Strukturreform des Bistums Trier (2002 bis 2003): Geschäftsführer der Projektgruppe 2: „Entwicklung von Kriterien für die zukünftige Gestalt von Pfarrei und Seelsorgeeinheit“ unter der Leitung von Weihbischof Leo Schwarz und im Koordinierungsbüro zur Strukturreform mit.
Von 2004 bis 2008 war er bischöflicher Beauftragter und Leiter des Projektes 2020 „Entwicklung der Pfarreien und Pfarreiengemeinschaften und Strukturplan 2020.“ Von 2007 bis 2010 leitete er die Abteilung ZB 1.2 „Territoriale und kategoriale Seelsorge“ in der neuen Organisationsstruktur des Bischöflichen Generalvikariates Trier. Seit 2004 ist er geistlicher Begleiter (Diözesanpräses) der katholischen Frauengemeinschaft (kfd), Diözesanverband Trier (nebenamtlich). Am 1. Oktober 2010 wurde er zum Verwalter des Lehrstuhls für Pastoraltheologie an der Theologischen Fakultät Trier ernannt, wo er seit dem 1. Dezember 2010 als Professor am Lehrstuhl für Pastoraltheologie an der Theologischen Fakultät Trier lehrt.
Seine Forschungsschwerpunkte sind Pfarrei- und Gemeindeentwicklung, kirchliche Organisationsentwicklung, Lebens- und sozialraumorientierte Seelsorge, Missionarisch-Kirche-sein, katholische Kirche in der Einen Welt und interkulturelle Pastoral, Führen und Leiten in der Kirche, Kooperationskompetenz, Persönlichkeitsentwicklung aus pastoralpsychologischer Sicht, Pilgern und Wallfahren und Synode im Bistum Trier (2013–2016).

## Schriften (Auswahl)
- Systemische Gemeindeentwicklung. Ein Beitrag zur Erneuerung der Gemeinde im Geist des Zweiten Vatikanischen Konzils (= Pastoralpsychologie und Spiritualität. Band 1). Lang, Frankfurt am Main/Berlin/Bern/Brüssel/New York/Wien 1999, ISBN 3-631-35299-9.
- Kirchen-Bildung. Eine praktisch-theologische Studie zur kirchlichen Organisationsentwicklung (= Studien zur Theologie und Praxis der Seelsorge. Band 61). Echter, Würzburg 2005, ISBN 3-429-02743-8 (zugleich Dissertation, Wien 2001).
- als Herausgeber mit Veronika Kyll, Bruno Sonnen und Michael Meyer: "Aufbrechen zu den Menschen". Leo Schwarz und das Abenteuer Konzil. Paulinus, Trier 2014, ISBN 978-3-7902-1858-9.